# 엔테로코커스 패칼리스
엔테로코커스 패칼리스(Enterococcus faecalis)는 이전에는 연쇄상구균(Streptococcus) D군의 일부로 분류됐으며, 사람과 다른 포유 동물의 위장관에 서식하는 그람 양성, 공생 세균이다. 엔테로코커스(Enterococcus) 속의 다른 종과 마찬가지로, E. faecalis는 건강한 사람에게서도 발견되지만 E. faecalis에서 발견되는 자연적으로 높은 수준의 항생제 내성은 원내감염(병원)을 통해 생명을 위협하는 감염을 일으킬 수 있다. E. faecalis는 치아 뿌리관(치근관(齒根管)) 치료를 한 치아에서 흔히 보균률의 30-90 % 범위로 발견된다. 재감염된 치근관 치료 치아는 1차 감염의 경우보다 E. faecalis를 보유할 가능성이 약 9배 더 높다.

## 생리학
E. faecalis는 비운동성(nonmotile) 미생물이다. 가스 생성없이 포도당을 발효시키고 과산화수소와 함께 카탈레이스 반응을 일으키지 않는다. 리트머스 밀크의 환원을 일으키만, 젤라틴을 액화시키지는 않는다. 통성 혐기성인 것과 일치하는 영양배지에서 일관된 성장을 보여준다. 글리세롤, 락트산, 말산, 시트르산, 아르기닌, 아그마틴(agmatine) 및 많은 케토산을 비롯한 다양한 에너지원을 대사한다. Enterococci는 극한의 알칼리성 pH (9.6) 및 염농도를 포함한 매우 혹독한 환경에서 생존한다. 이 세균은 담즙산(bile salts), 세제, 중금속, 에탄올, 아지드(azide) 및 건조(desiccation)에 견딘다. 이 세균은 10 ~ 45 ° C의 범위에서 자랄 수 있으며 60 ° C의 온도에서 30분간 생존할 수 있다.

## 발병
E. faecalis는 대부분의 건강한 개체에서 발견되지만 심내막염, 패혈증, 요로감염증 (UTI), 수막염 및 기타 사람의 감염을 유발할 수 있다. E. faecalis 감염에 기여하는 것으로 여러 가지 독성 요인이 있다고 생각된다. 세포 용균(cellolysin)이라 불리는 플라스미드로 표지된 용혈 용균은 감염 동물 모델에서 병원성 발병에 중요하며, 높은 수준의 젠타마이신 저항성과 함께 세포 용균은 인간 균혈증 환자에서 사망 위험이 5 배 증가하는 것과 관련이있다. "aggregate substance"라고 불리는 플라스미드로 코드된 부착소(adhesin)은 감염 동물 모델의 독성에도 중요하다.

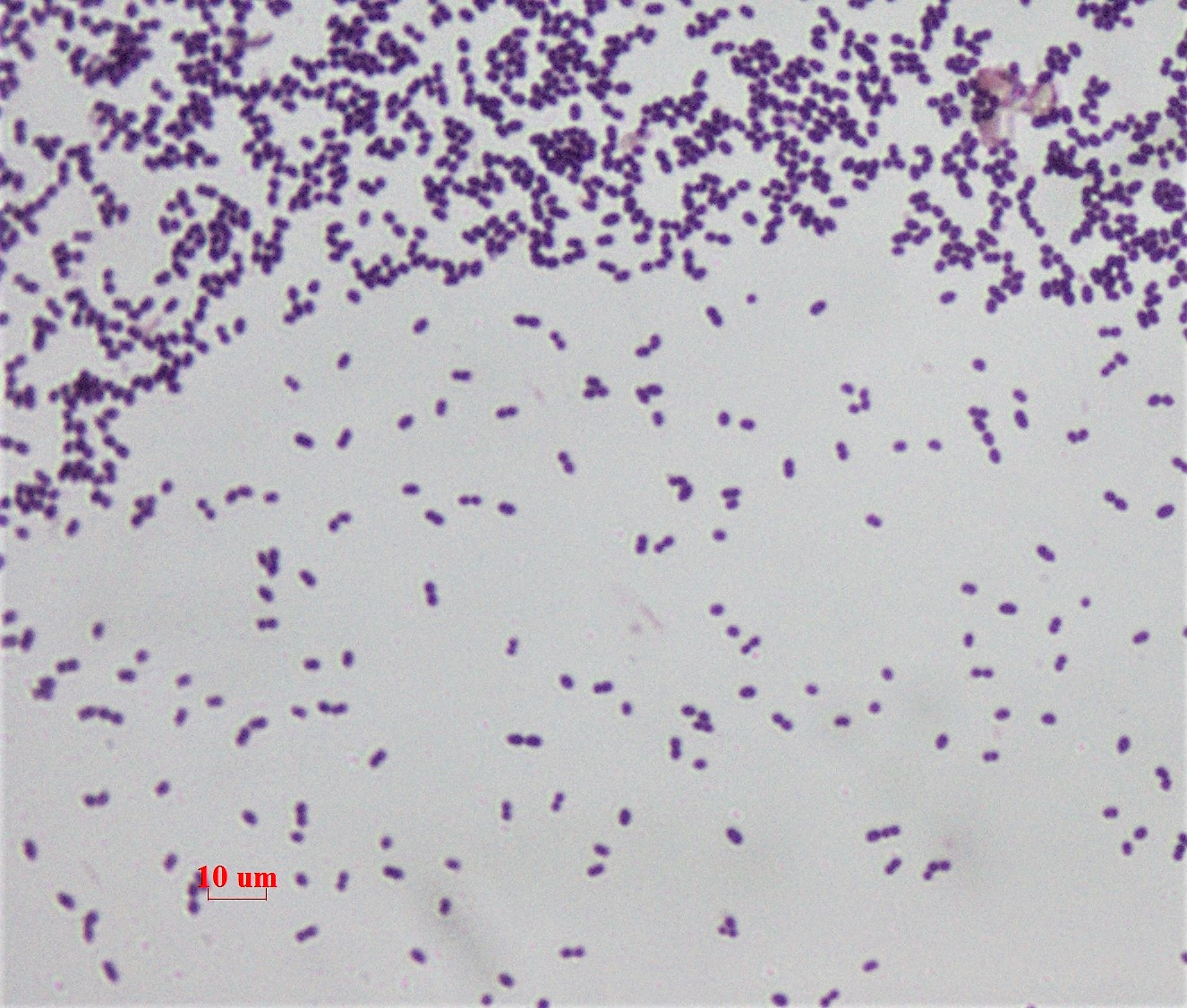
Enterococcus faecalis 의 1000 배율 (광학 현미경) 그람 염색

## 항생제 내성

### 다중 약물 내성(Multi drug resistance, MDR)
E. faecalis는 공통적으로 많이 사용되는 항균제 (아미노글리코사이드, 아즈트레오남, 세팔로스포린 (아래 참조), 클린다마이신, 반합성 페니실린류 나프실린과 옥사실린, 트리메토프림/설파메톡사졸)에 저항성이 있다. E. faecalis에서의 반코마이신에 대한 내성이 점점 더 보편화되고 있다. 반코마이신 내성 E. faecalis에 대한 치료 옵션으로는 nitrofurantoin (합병증이없는 UTI의 경우), 리네졸리드(linezolid) 및 daptomycin이 있으며, 박테리아가 감수성이있는 경우에는 암피실린 이 선호된다. Quinupristin / dalfopristin 은 E. faecalis가 아니라 Enterococcus faecium 을 치료하는 데 사용할 수 있다.
치근관 치료에서 차아염소산(NaOCl)과 클로르헥시딘(CHX)은 치근관을 분리하기 전에 E. faecalis 제거를 위해 사용된다. 그러나 최근의 연구에 따르면 차아염소산 또는 클로르헥시딘은 E. faecalis를 제거하는 능력이 낮다는 것이 확인되었다.

### 복합 약물 치료법
한 연구에 따르면 복합 약물 치료법은 약물감수성이 있는 E. faecalis의 중증 감염 (예: 심장 판막 감염)의 경우 효능을 나타낸다. 암피실린과 반코마이신에 영향을 받지 않는 E. faecalis (아미노글리코사이드에 대한 높은 내성이 결핍된) 균주는 젠타마이신과 암피실린 항생제로 치료할 수 있다. 신장 독성이 덜한 조합인 암피실린과 세프트리악손(cetfriaxone) ( E. faecalis는 세팔로스포린에 내성이지만 세프트리악손은 암피실린과 함께 상승 작용을 일으킨다)은 암피실린에 민감한 E. faecalis에 대해 대안으로 사용될 수 있다.
댑토마이신 또는 리네졸리드는 암피실린 및 반코마이신 내성의 경우 효능을 나타낼 수도 있다.
페니실린과 스트렙토마이신을 병용하는 요법이 과거에는 사용되었다.

## 생존 및 독성 요인
- 영양 결핍 기간의 지속
- 상아질에 붙고 상아질 세관에 능숙하게 침투함
- 숙주의 반응을 변화시킴
- 림프구의 작용을 억제함
- 용균 효소, 세포 용해소, 응집체, 페로몬 및 리포테이코산을 보유함
- 혈청을 영양 공급원으로 활용
- 치근관 약물에 저항성 (예 : 수산화칼슘)
  - pH 항상성 유지
  - 수산화칼슘의 효과를 줄여주는 상아질의 성질
- 다른 세포와 경쟁
- 미생물막 형성[3]

## 역사
1984년 이전에, 엔테로코커스는 연쇄상구균(Streptococcus) 속의 구성원이었으며; 따라서 E. faecalis는 Streptococcus faecalis 로 알려졌다.

## 게놈 구조
E. faecalis 게놈은 322만 개의 염기쌍과 3,113개의 단백질 코딩 유전자로 구성된다.

## 소형 RNA
박테리아의 작은 RNA는 많은 세포 과정에서 중요한 역할을한다. 11 개의 작은 RNA는 E. faecalis V583에서 실험적으로 특성화되었으며 다양한 성장 단계에서 검출되었다. 그 중 5개는 스트레스 반응과 병독성에 관여하는 것으로 나타났다.
게놈 차원의 sRNA 연구에 따르면 일부 sRNA는 다른 Enteroccocus : E. faecium에서 항생제 저항성과 스트레스 반응과 관련이 있다고한다.